# Ana Martín
Pour les articles homonymes, voir Martín, Martínez et Solórzano (homonymie).
Ne doit pas être confondu avec Ana Martin.
Ana Martín, née le 14 mai 1946 à Mexico, est une actrice mexicaine de cinéma et de telenovelas.
Elle a joué dans plusieurs telenovelas célèbres telles que : Gabriel y Gabriela, La pasión de Isabela, El pecado de Oyuki, La culpa, Gente bien, Ángela, Alma rebelde, Navidad sin fin, Atrévete a olvidarme, Amor Real.

## Carrière
En 2004, elle a un rôle important dans Rubí, remake de la telenovela de 1968 et 1970, où elle interprète la mère de l'héroïne. En 2005, elle joue dans La Madrastra, puis en 2006 dans Duelo de pasiones et en 2007 dans Destilando amor.
En 2009, elle apparaît dans Un gancho al corazón, remake de la telenovela argentine Sos mi vida. En 2010, elle est à nouveau dans l'adaptation mexicaine d'un feuilleton argentin, avec Los exitosos Pérez.
Elle a aussi tourné pour le cinéma, notamment dans Fin de fiesta (1972) et El lugar sin límites en 1977.

## Filmographie

### Telenovelas
- 1969 : Tú eres mi destino
- 1973 : Mi primer amor : Baby
- 1974 : El manantial del milagro : Blanca
- 1975 : El milagro de vivir : Jenny Gordon
- 1976 : Mundos opuestos : Mónica de la Mora
- 1979 : La llama de tu amor
- 1979 : Muchacha de barrio : Laura
- 1982 : Gabriel y Gabriela : Gabriela de Reyes/Gabriela Reyes/Gabriel
- 1984 : La pasión de Isabela : Isabela Hernández Gallardo
- 1988 : El pecado de Oyuki : Oyuki Oguino
- 1996 : La culpa : Cuquita Leon de Mendizábal
- 1997 : Gente Bien : Alicia Dumas de Klein
- 1998-1999 : Ángela : Delia Bellati Roldán
- 1999 : Alma rebelde : Clara Hernández
- 2001 : Atrévete a olvidarme : Sabina
- 2002 : Navidad sin fin : Teófila
- 2003 : Amor real : Rosario Aranda
- 2003-2004 : Amar otra vez : Yolanda Beltrán
- 2004 : Rubí : Refugio Ochoa vda. de Pérez
- 2005 : La madrastra : Socorro de Montes
- 2006 : Duelo de pasiones : Luba López
- 2007 : Destilando amor : Clara García Vda. de Hernández
- 2008-2009 : Un gancho al corazón : Nieves Ochoa
- 2009 : Mañana es para siempre : Mujer en la Boda
- 2009-2010 : Los exitosos Pérez : Renata Mansilla de la Cruz « Rosa »
- 2010 : Soy tu dueña : Benita Garrido
- 2011-2012 : La que no podía amar : María Gómez
- 2012-2013 : Amores verdaderos : Candelaria Corona
- 2013-2014 : Por siempre mi amor : Maria « Tita » Alverde Vda. de Escudero
- 2014-2015 : Hasta el fin del mundo : Dolores
- 2015-2016 : Simplemente María : Felicitas Nuñez Vda. de Cervantes "Doña Feli"
- 2017-2018 : Sin tu mirada : Angustias Gálvez

### Séries télévisées
- 2008 : La Rosa de Guadalupe : Yoya
- 2003-2004 : Desde Gayola : La Chata
- Mujer, casos de la vida real

### Cinéma
- 2012 : Canela
- 2005 : Me han destrozado la vida
- 2005 : Molinos de viento : Interviews
- 2004 : Las viudas
- 2001 : En el tiempo de las mariposas : Mamá
- 2001 : Corazones rotos : Celina
- 1998 : Un boleto para soñar
- 1996 : Dulces compañías : Nora
- 1981 : Ángela Morante, ¿crimen o suicidio? : Rosa Solórzano
- 1980 : Vivir para amar : Marina
- 1980 : Verano salvaje
- 1979 : Cadena perpetua : Criada
- 1979 : Los indolentes : Rosa
- 1978 : Ratas del asfalto
- 1978 : El lugar sin límites d'Arturo Ripstein : La Japonesita
- 1977 : Mil caminos tiene la muerte : Claudia
- 1976 : El pacto : Teresa
- 1974 : La mujer del diablo
- 1974 : El primer paso... de la mujer
- 1973 : El profeta Mimí : Rosita
- 1973 : Lágrimas de mi barrio
- 1972 : Trío y cuarteto
- 1972 : Hoy he soñado con Dios : Rita Linares
- 1972 : Victoria
- 1972 : Tacos al carbón : Lupita
- 1972 : Fin de fiesta : Raquel
- 1972 : Trampa mortal
- 1971 : En esta cama nadie duerme
- 1971 : Siempre hay una primera vez : (Episode Rosa) Rosa
- 1971 : Los corrompidos : Luz María
- 1970 : La rebelión de las hijas
- 1970 : ¿Por qué nací mujer? : Santa
- 1970 : Faltas a la moral : Consuelo "Chelo" Godínez
- 1969 : El golfo
- 1969 : Romance sobre ruedas
- 1968 : Blue Demon contra las diabólicas
- 1968 : Blue Demon contra cerebros infernales
- 1968 : Corona de lágrimas : Consuelito
- 1967 : Return of the Gunfighter : Anisa
- 1967 : La muerte es puntual
- 1967 : Acapulco a go-go : Rita
- 1967 : Amores prohibidos
- 1966 : El ángel y yo
- 1966 : Marcelo y María
- 1966 : Pánico
- 1965 : El gángster